# Фуцзинь
Фуцзи́нь (кит. упр. 富锦, пиньинь Fùjǐn) — городской уезд городского округа Цзямусы провинции Хэйлунцзян (КНР).

## Этимология
Название уезда является сокращением от слова «Фукэцзинь», что в переводе с нанайского означает «высокий берег реки»; в старых русских источниках это слово транскрибировалось как «Фугдин». Само по себе название Фугдин – тунгусо-маньчжурского происхождения и встречается во многих местах, где проживают народы, говорящие на тунгусо-маньчжурских языках (так, В. К. Арсеньев отмечал в Приморье местность Вай-Фугдин).

## География
Городской уезд Фуцзинь на севере граничит с городским уездом Тунцзян, на западе — с уездом Хуачуань, на северо-западе — с городским уездом Хэган, на востоке и юге — с городским округом Шуанъяшань.

## История
Во времена империи Мин эта местность называлась в китайских источниках как «караул Фудиси» (富提希卫). В ранний период существования империи Цин эти места находились в ведении гиринского цзянцзюня.
В 1880 году в Фугдине была построена небольшая квадратная в плане крепость (длина стены — около 1 ли по состоянию на начало 1930-х годов в соответствии с исследованиями китайских этнографов), предназначенная для размещения местного управления вновь организуемых войск из нанайского населения. При крепости была построена школа для обучения китайскому языку нанайских детей. В 1881 году в Фугдине появился ямэнь «Фукэцзинь селин» (富克锦协领), то есть управление «Фугдинского полковника», что было связано с попытками цинской администрации включить нанайское население бассейна Сунгари как близкородственного маньчжурам народа в знаменную организацию для усиления обороны северной границы империи. С 1896 года в городе действовала речная пристань для пароходов строящейся Китайско-Восточной Железной Дороги (КВЖД). Впоследствии в Фугдине была размещена русская военно-телеграфная контора. В 1908 году в Фугдине было учреждено управление сюнсы (巡司), отвечавшее за соблюдение правопорядка на вверенной территории. В конце существования империи Цин в Фугдине была размещена канцелярия Фугдинского тунлина (富克锦统领, тунлин старше по званию, чем селин). В 1909 году Фугдин получил статус центра Фугдинского уезда (富锦县). Все это свидетельствовало о возрастании роли региона в экономике Китая.
В 1929 году в ходе конфликта на КВЖД советскими войсками в составе отдельных частей 4-го Волочаевского и 5-го Амурского стрелковых полков 2-й дважды Краснознаменной Приамурской стрелковой дивизии, а также Дальневосточной Военной Флотилии в ходе боёв 30 октября — 2 ноября под Фуцзинем была разгромлена группировка китайских войск, состоявшая из остатков 1-й охранной флотилии (в советских источниках — Сунгарийская флотилия, разгромленная 12.10.1929 у Лахасусу) под командованием адмирала Шэнь Хунле, отдельных частей 2 и 9 пехотных бригад и 2 эскадронов конницы под общим командованием генерала Ли Ду, а также отрядов полиции и белогвардейского ополчения численностью около 100 человек (по воспоминаниям комдива И. А. Онуфриева, командовавшего сухопутными силами РККА в Сунгарийской операции).
В 1932 году в Маньчжурии японцами было создано марионеточное государство Маньчжоу-го. В 1934 году в Маньчжоу-го было произведено изменение административно-территориального деления, и уезд Фуцзинь оказался в составе новой провинции Саньцзян.
По окончании Второй мировой войны правительство Китайской республики осуществило административно-территориальный передел Северо-Востока. В 1947 году провинция Саньцзян была ликвидирована, и уезд Фуцзинь вошёл в состав провинции Хэцзян. 6 января 1949 года к уезду Фуцзинь был присоединён уезд Тунцзян. В мае 1949 года провинция Хэцзян была присоединена к провинции Сунцзян (при этом 23 мая к уезду Фуцзинь был присоединён уезд Суйбинь), а в 1954 году провинция Сунцзян была присоединена к провинции Хэйлунцзян.
В 1959 году земли бывшего уезда Тунцзян были переданы в состав уезда Фуюань.
В 1963 году из уезда Фуцзинь был выделен воссозданный уезд Суйбинь, а в 1965 — воссозданный уезд Тунцзян. В 1985 году уезд Фуцзинь вошёл в состав новообразованного городского округа Цзямусы. В 1988 году уезд Фуцзинь был преобразован в городской уезд.

## Административное деление
Городской уезд Фуцзинь делится на 1 уличный комитет (в городе Фуцзинь) и 11 посёлков:
| №  | Название    | Название (кит.)    | Статус          | Население чел. (2010) | На карте                         |
| -- | ----------- | ------------------ | --------------- | --------------------- | -------------------------------- |
| 1  | Чэнши       | 城市社区建设委员会 | уличный комитет | 127672                | 47°14′55″ с. ш. 132°01′57″ в. д. |
| 2  | Цзиньшань   | 锦山镇             | поселок         | 30752                 | 47°02′58″ с. ш. 131°44′42″ в. д. |
| 3  | Эрлуншань   | 二龙山镇           | поселок         | 30744                 | 47°19′28″ с. ш. 132°29′46″ в. д. |
| 4  | Сянъянчуань | 向阳川镇           | поселок         | 29342                 | 47°17′36″ с. ш. 132°20′16″ в. д. |
| 5  | Даюйшу      | 大榆树镇           | поселок         | 26002                 | 47°17′14″ с. ш. 132°08′27″ в. д. |
| 6  | Шанцзецзи   | 上街基镇           | поселок         | 20974                 | 47°12′44″ с. ш. 131°52′41″ в. д. |
| 7  | Чанъань     | 长安镇             | поселок         | 16087                 | 47°07′56″ с. ш. 131°57′56″ в. д. |
| 8  | Яньшань     | 砚山镇             | поселок         | 16042                 | 47°09′32″ с. ш. 132°11′23″ в. д. |
| 9  | Тоулинь     | 头林镇             | поселок         | 14453                 | 47°03′24″ с. ш. 132°15′12″ в. д. |
| 10 | Хуншэн      | 宏胜镇             | поселок         | 12173                 | 46°56′03″ с. ш. 132°44′06″ в. д. |
| 11 | Синлунган   | 兴隆岗镇           | поселок         | 11959                 | 46°58′25″ с. ш. 132°33′58″ в. д. |
| 12 | Тунцзян     | Тунцзян            | поселок         | 2117                  | 47°39′01″ с. ш. 132°30′21″ в. д. |

## Экономика
В Фуцзине расположен демонстрационный научно-технологический парк по выращиванию риса.  